# 4407 Taihaku
4407 Taihaku eller 1988 TF1 är en asteroid i huvudbältet som upptäcktes den 13 oktober 1988 av den japanska astronomen Masahiro Koishikawa vid Ayashi-observatoriet i Japan. Den är uppkallad efter stadsdelen Taihaku-ku i den japanska staden Sendai.
Asteroiden har en diameter på ungefär 9 kilometer.